# Salina (Kansas)
Salina è una città degli Stati Uniti d'America, capoluogo della Contea di Saline, nello Stato del Kansas. Forma, assieme alla Contea di Ottawa l'Area statistica di Salina.
La città di Salina, nel Kansas centrale, si trova all'incrocio tra due importanti autostrade statunitensi: la Interstate 135 e la Interstate 70.